# Sambo nos Jogos Europeus de 2019
As competições de sambo nos Jogos Europeus de 2019 foram realizados  no Palácio dos Esportes de Minsk, em Minsk, na Bielorrússia, nos dias 22 e 23 de junho de 2019. Foram disputados 18 eventos.

## Calendário
| Junho | 21 | 22 | 23 | 24 | 25 | 26 | 27 | 28 | 29 | 30 |
| ----- | -- | -- | -- | -- | -- | -- | -- | -- | -- | -- |
| Sambo |    | 9  | 9  |    |    |    |    |    |    |    |

|  | Dia de competição |  | Dia de final |

## Qualificação
141 competidores (71 masculino, 70 feminino) de 28 nacionalidades participaram dos jogos. Os inscritos por nacionalidade foram os seguintes.
| NOC                    | Masculino | Masculino | Masculino | Masculino | Masculino | Masculino | Masculino | Masculino | Masculino | Feminino | Feminino | Feminino | Feminino | Feminino | Feminino | Feminino | Feminino | Feminino | Total |
| NOC                    | 52        | 57        | 62        | 68        | 74        | 82        | 90        | 100       | +100      | 48       | 52       | 56       | 60       | 64       | 68       | 72       | 80       | +80      | Total |
| ---------------------- | --------- | --------- | --------- | --------- | --------- | --------- | --------- | --------- | --------- | -------- | -------- | -------- | -------- | -------- | -------- | -------- | -------- | -------- | ----- |
| ARM Armênia            | X         | X         |           |           | X         | X         | X         |           |           | X        |          |          |          |          |          |          |          |          | 6     |
| AZE Azerbaijão         | X         | X         | X         | X         | X         | X         |           |           |           |          |          |          |          |          |          | X        |          |          | 7     |
| BLR Bielorrússia       | X         | X         | X         | X         | X         | X         | X         | X         | X         | X        | X        | X        | X        | X        | X        | X        | X        | X        | 18    |
| BEL Bélgica            |           |           |           |           |           |           |           |           |           |          |          |          |          |          |          |          | X        |          | 1     |
| BUL Bulgária           |           | X         |           | X         | X         |           |           |           |           | X        | X        |          |          |          |          |          | X        |          | 5     |
| CRO Croácia            |           |           |           |           | X         |           |           |           |           |          |          |          |          |          | X        |          |          |          | 2     |
| CYP Chipre             |           |           |           |           |           |           |           |           | X         |          |          |          |          |          |          |          |          |          | 1     |
| CZE Chéquia            |           |           |           |           |           |           | X         |           |           |          |          |          |          |          |          |          |          |          | 1     |
| EST Estônia            |           |           | X         |           |           |           |           |           |           |          |          |          | X        |          |          |          |          |          | 2     |
| FRA França             |           |           |           |           |           |           | X         | X         | X         | X        |          | X        |          |          | X        | X        | X        | X        | 9     |
| GEO Geórgia            | X         | X         | X         | X         | X         | X         | X         | X         | X         |          |          | X        | X        |          |          | X        | X        | X        | 14    |
| GER Alemanha           |           |           | X         |           |           |           |           |           |           |          |          |          |          | X        |          |          |          |          | 2     |
| GRE Grécia             |           |           | X         |           | X         | X         |           |           |           |          |          | X        |          | X        |          |          |          |          | 5     |
| HUN Hungria            |           |           |           |           |           |           |           | X         |           |          |          |          |          |          |          |          |          |          | 1     |
| ITA Itália             |           |           |           | X         |           | X         |           |           |           |          |          |          |          | X        |          |          |          |          | 3     |
| LAT Letônia            |           |           |           |           |           |           |           | X         |           |          |          |          |          |          |          |          |          |          | 1     |
| LTU Lituânia           | X         |           |           |           |           |           |           |           |           |          |          |          |          |          |          |          |          | X        | 2     |
| MDA Moldávia           |           |           |           |           |           | X         |           | X         |           |          | X        | X        | X        |          | X        | X        |          |          | 7     |
| NED Países Baixos      |           |           |           |           |           |           |           |           |           |          |          |          |          |          |          |          | X        |          | 1     |
| MKD Macedônia do Norte |           |           |           | X         |           |           |           |           |           |          |          |          |          |          |          |          |          |          | 1     |
| POL Polônia            |           |           |           |           |           |           |           |           |           |          |          |          |          |          | X        |          |          |          | 1     |
| ROU Romênia            | X         |           |           | X         |           |           |           |           |           | X        | X        | X        | X        | X        |          | X        |          | X        | 9     |
| RUS Rússia             | X         | X         | X         | X         | X         | X         | X         | X         | X         | X        | X        | X        | X        | X        | X        | X        | X        | X        | 18    |
| SRB Sérvia             |           |           |           |           |           |           | X         |           | X         |          |          |          |          |          | X        |          |          |          | 3     |
| SVK Eslováquia         |           |           |           |           |           |           |           |           |           |          | X        |          |          |          |          |          |          |          | 1     |
| ESP Espanha            |           |           |           |           |           |           |           |           | X         |          | X        |          | X        | X        |          |          |          |          | 4     |
| TUR Turquia            |           | X         |           |           |           |           |           |           |           |          |          |          |          |          |          |          |          |          | 1     |
| UKR Ucrânia            | X         | X         | X         |           |           |           | X         | X         | X         | X        | X        | X        | X        | X        | X        | X        | X        | X        | 15    |
| 28 NOCs                | 8         | 7         | 8         | 8         | 8         | 8         | 8         | 8         | 8         | 7        | 8        | 8        | 8        | 8        | 8        | 8        | 8        | 7        | 141   |

## Medalhistas

### Masculino
| Evento           | Ouro                       | Prata                  | Bronze                  |
| ---------------- | -------------------------- | ---------------------- | ----------------------- |
| 52 kg detalhes   | ARM Tigran Kirakosyan      | AZE Aghasif Samadov    | RUS Andrei Kurbakov     |
| 52 kg detalhes   | ARM Tigran Kirakosyan      | AZE Aghasif Samadov    | GEO Givi Nadareishvili  |
| 57 kg detalhes   | GEO Vakhtangi Chidrashvili | RUS Sayan Khertek      | BLR Uladzislau Burdz    |
| 57 kg detalhes   | GEO Vakhtangi Chidrashvili | RUS Sayan Khertek      | AZE Mehman Khalilov     |
| 62 kg detalhes   | RUS Ruslan Bagdasarian     | GRE Savvas Karakizidis | BLR Ivan Aniskevich     |
| 62 kg detalhes   | RUS Ruslan Bagdasarian     | GRE Savvas Karakizidis | GEO Genadi Chirgadze    |
| 68 kg detalhes   | BLR Aliaksandr Koksha      | GEO Mindia Liluashvili | RUS Nikita Kletskov     |
| 68 kg detalhes   | BLR Aliaksandr Koksha      | GEO Mindia Liluashvili | AZE Emil Hasanov        |
| 74 kg detalhes   | GEO Levan Nakhutsrishvili  | RUS Stanislav Skryabin | ARM Arsen Ghazaryan     |
| 74 kg detalhes   | GEO Levan Nakhutsrishvili  | RUS Stanislav Skryabin | BLR Stsiapan Papou      |
| 82 kg detalhes   | RUS Andrey Perepelyuk      | ARM Davit Grigoryan    | GEO Besarioni Berulava  |
| 82 kg detalhes   | RUS Andrey Perepelyuk      | ARM Davit Grigoryan    | BLR Tsimafei Yemelyanau |
| 90 kg detalhes   | RUS Sergey Ryabov          | BLR Andrei Kazusionak  | SRB Dmitrij Gerasimenko |
| 90 kg detalhes   | RUS Sergey Ryabov          | BLR Andrei Kazusionak  | GEO Paata Ghviniashvili |
| 100 kg detalhes  | GEO Daviti Loriashvili     | LAT Viktors Reško      | RUS Alsim Chernoskulov  |
| 100 kg detalhes  | GEO Daviti Loriashvili     | LAT Viktors Reško      | MDA Denis Tachii        |
| +100 kg detalhes | GEO Beka Berdzenishvili    | BLR Yury Rybak         | RUS Artem Osipenko      |
| +100 kg detalhes | GEO Beka Berdzenishvili    | BLR Yury Rybak         | SRB Vladimir Gajić      |

### Feminino
| Evento           | Ouro                     | Prata                    | Bronze                    |
| ---------------- | ------------------------ | ------------------------ | ------------------------- |
| 48 kg detalhes   | RUS Elena Bondareva      | UKR Anastasiia Novikova  | BLR Anfisa Kapayeva       |
| 48 kg detalhes   | RUS Elena Bondareva      | UKR Anastasiia Novikova  | BUL Tsvetelina Tsvetanova |
| 52 kg detalhes   | RUS Diana Ryabova        | BLR Maryna Zharskaya     | ESP Irene Díaz            |
| 52 kg detalhes   | RUS Diana Ryabova        | BLR Maryna Zharskaya     | MDA Paulina Eșanu         |
| 56 kg detalhes   | RUS Tatiana Kazeniuk     | BLR Anastasiia Arkhipava | FRA Laure Fournier        |
| 56 kg detalhes   | RUS Tatiana Kazeniuk     | BLR Anastasiia Arkhipava | ROU Daniela Poroineanu    |
| 60 kg detalhes   | BLR Vera Harelikava      | MDA Sabina Artemciuc     | RUS Yana Kostenko         |
| 60 kg detalhes   | BLR Vera Harelikava      | MDA Sabina Artemciuc     | ESP Yaiza Jiménez         |
| 64 kg detalhes   | RUS Ekaterina Onoprienko | UKR Olena Sayko          | ROU Anda Vâlvoi           |
| 64 kg detalhes   | RUS Ekaterina Onoprienko | UKR Olena Sayko          | BLR Tatsiana Matsko       |
| 68 kg detalhes   | CRO Lucija Babić         | UKR Kateryna Moskalova   | RUS Marina Mokhnatkina    |
| 68 kg detalhes   | CRO Lucija Babić         | UKR Kateryna Moskalova   | BLR Volha Namazava        |
| 72 kg detalhes   | BLR Anzhela Zhylinskaya  | GEO Nino Odzelashvili    | RUS Galina Ambartsumian   |
| 72 kg detalhes   | BLR Anzhela Zhylinskaya  | GEO Nino Odzelashvili    | UKR Nataliya Smal         |
| 80 kg detalhes   | BUL Mariya Oryashkova    | RUS Zhanara Kusanova     | BLR Sviatlana Tsimashenka |
| 80 kg detalhes   | BUL Mariya Oryashkova    | RUS Zhanara Kusanova     | UKR Halyna Kovalska       |
| + 80 kg detalhes | UKR Anastasiia Sapsai    | GEO Elene Kebadze        | ROU Alina Păunescu        |
| + 80 kg detalhes | UKR Anastasiia Sapsai    | GEO Elene Kebadze        | RUS Anna Balashova        |

## Quadro de medalhas
| Ordem | País             | Medalha de ouro | Medalha de prata | Medalha de bronze | Total |
| ----- | ---------------- | --------------- | ---------------- | ----------------- | ----- |
| 1     | RUS Rússia       | 7               | 3                | 8                 | 18    |
| 2     | GEO Geórgia      | 4               | 3                | 4                 | 11    |
| 3     | BLR Bielorrússia | 3               | 4                | 8                 | 15    |
| 4     | UKR Ucrânia      | 1               | 3                | 2                 | 6     |
| 5     | ARM Armênia      | 1               | 1                | 1                 | 3     |
| 6     | BGR Bulgária     | 1               |                  | 1                 | 2     |
| 7     | HRV Croácia      | 1               |                  |                   | 0     |
| 8     | AZE Azerbaijão   |                 | 1                | 2                 | 3     |
|       | MDA Moldávia     |                 | 1                | 2                 | 3     |
| 10    | GRC Grécia       |                 | 1                |                   | 1     |
|       | LVA Letônia      |                 | 1                |                   | 1     |
| 12    | ROU Romênia      |                 |                  | 3                 | 3     |
| 13    | SRB Sérvia       |                 |                  | 2                 | 2     |
|       | ESP Espanha      |                 |                  | 2                 | 2     |
| 15    | FRA França       |                 |                  | 1                 | 1     |
| TOTAL | TOTAL            | 18              | 18               | 36                | 72    |